# Thrombophyton
Thrombophyton är ett släkte av koralldjur. Thrombophyton ingår i familjen Alcyonidae.
Kladogram enligt Catalogue of Life:
| Thrombophyton | \| \| Thrombophyton coronatum \| \| \| \| \| \| Thrombophyton trachydermum \| \| \| \| |
|               | \| \| Thrombophyton coronatum \| \| \| \| \| \| Thrombophyton trachydermum \| \| \| \| |
|               | Discophyton                                                                            |
|               |                                                                                        |
|               | Elbeenus                                                                               |
|               |                                                                                        |
|               | Klyxum                                                                                 |
|               |                                                                                        |
|               | Lampophyton                                                                            |
|               |                                                                                        |
|               | Lanthanocephalus                                                                       |
|               |                                                                                        |
|               | Paraminabea                                                                            |
|               |                                                                                        |
|               | Rhipiopathes                                                                           |
|               |                                                                                        |
|               | Rhytisma                                                                               |
|               |                                                                                        |
|               | Skamnarium                                                                             |
|               |                                                                                        |
|               | Sphaeralcyon                                                                           |
|               |                                                                                        |
|               | Thrombophyton coronatum                                                                |
|               |                                                                                        |
|               | Thrombophyton trachydermum                                                             |
|               |                                                                                        |

|  | Thrombophyton coronatum    |
|  |                            |
|  | Thrombophyton trachydermum |
|  |                            |